# Zmarli w maju 2025

## Maj 2025
- 31 maja
  - Michael Byrnes – amerykański duchowny rzymskokatolicki, biskup pomocniczy Detroit (2011–2016), arcybiskup Hagåtña (2019–2023)[1]
  - Edward Cyfus – polski (warmiński) działacz regionalny, publicysta i autor audycji radiowych w gwarze warmińskiej[2]
  - Stanley Fischer – izraelski ekonomista, prezes Banku Izraela (2005–2013)[3]
  - Mike McCallum – jamajski bokser[4]
  - Ernesto Pellegrini – włoski przedsiębiorca, działacz sportowy, prezydent Interu Mediolan (1984–1995)[5]
  - Lachie Stewart – brytyjski lekkoatleta, długodystansowiec, mistrz Igrzysk Brytyjskiej Wspólnoty Narodów (1970)[6]
- 30 maja
  - Étienne-Émile Baulieu – francuski lekarz endokrynolog i biochemik, profesor[7]
  - Klaus Eschen – niemiecki prawnik, działacz polityczny, fotograf, adwokat i notariusz[8]
  - Krzysztof Gorzelak – polski dziennikarz[9]
  - Prentis Hancock – brytyjski aktor[10]
  - James Hector MacDonald – kanadyjski duchowny rzymskokatolicki, biskup Charlottetown (1982–1991), arcybiskup Saint John’s (1991–2000), stulatek[11]
  - Valerie Mahaffey – amerykańska aktorka[12]
  - Katarina Mazetti(inne języki) – szwedzka pisarka i dziennikarka[13][14]
  - Loretta Swit – amerykańska aktorka polskiego pochodzenia[15]
  - Janusz Sztumski – polski socjolog, profesor, rektor Wyższej Szkoły Pedagogicznej w Częstochowie (1977–1980)[16]
  - Renée Victor(inne języki) – amerykańska aktorka i piosenkarka[17]
- 29 maja
  - Alf Clausen(inne języki) – amerykański kompozytor muzyki filmowej i telewizyjnej[18]
  - Ludo Dierckxsens(inne języki) – belgijski kolarz szosowy[19]
  - Juan Manuel Eguiagaray – hiszpański ekonomista i polityk, deputowany (1996–2002), minister (1991–1996)[20]
  - Roberto Gomes Guimarães – brazylijski duchowny rzymskokatolicki, biskup Campos (1996–2011)[21]
  - Susann McDonald(inne języki) – amerykańska harfistka[22]
  - Alicja Schnepf – polska działaczka społeczna, Sprawiedliwa wśród Narodów Świata[23]
  - Charles Wadsworth(inne języki) – amerykański pianista klasyczny i promotor muzyczny[24]
- 28 maja
  - Sałman Chasimikow – rosyjski zapaśnik i wrestler, mistrz świata (1979, 1981, 1982, 1983)[25]
  - Małgorzata Czudak – polska projektantka mody oraz nauczycielka akademicka[26]
  - Jan Domino – polski piłkarz[27]
  - Al Foster – amerykański perkusista jazzowy[28]
  - Luisa Fuentes – peruwiańska siatkarka[29]
  - Grzegorz Gołembski – polski ekonomista, profesor[30]
  - Mohammed Said Hersi – somalijski wojskowy i polityk[31]
  - Zbigniew Klajnert – polski geolog i samorządowiec, dr hab. profesor UŁ, dziekan Wydziału Biologii i Nauk o Ziemi UŁ (1984–1990), radny miasta Łodzi (1990–2006)[32]
  - Per Nørgård – duński kompozytor i teoretyk muzyki[33]
  - Tadeusz Oszubski – polski pisarz, publicysta i dziennikarz[34][35]
  - Paweł Pracownik – polski trójboista siłowy[36]
  - George E. Smith – amerykański fizyk, współwynalazca matrycy CCD, laureat Nagrody Nobla (2009)[37]
  - Ngũgĩ wa Thiong’o – kenijski pisarz[38]
  - Francis Xavier Yu Soo-il – koreański duchowny rzymskokatolicki, franciszkanin, ordynariusz polowy (2010–2021)[39]
- 27 maja
  - Freddie Aguilar – filipiński piosenkarz i kompozytor[40]
  - Heliodoro Dols – hiszpański architekt[41]
  - Ed Gale – amerykański aktor i kaskader[42]
  - Devin Harjes – amerykański aktor[43]
  - Jerzy Jastrzębski – polski polonista, profesor[44]
  - Brian Kellock(inne języki) – szkocki pianista jazzowy[45]
  - Agata Kowalska-Szubert – polska niderlandystka, dr hab., profesor UWr[46]
  - Eugeniusz Kozaczka – polski inżynier hydrolog, hydromechanik, akustyk i mechatronik, profesor[47]
  - Bronisław Opacki – polski inżynier elektronik i elektryk[48]
  - Jean Tiberi – francuski prawnik, polityk, deputowany (1968–2012), mer Paryża (1995–2001)[49]
  - Juan Ramón Verón – argentyński piłkarz[50]
- 26 maja
  - Antonio Baseotto – argentyński duchowny rzymskokatolicki, redemptorysta, biskup Añatuya (1992–2002), ordynariusz polowy (2002–2007)[51]
  - Cyryl (Dragunis) – grecki duchowny prawosławny, metropolita Imbros i Tenedos (2002–2025)[52]
  - Rick Derringer(inne języki) – amerykański gitarzysta rockowy, autor piosenek i producent[53]
  - Robert Jarvik – amerykański lekarz i wynalazca, konstruktor sztucznego serca[54]
  - Walid Mubarak – kuwejcki piłkarz, olimpijczyk (1980), uczestnik MŚ (1982)[55]
  - Charles Rangel – amerykański prawnik i polityk, członek Izby Reprezentantów (1971–2017)[56]
  - Janusz Siatkowski – polski językoznawca i slawista, profesor[57]
  - Andrzej Walas – polski rugbysta i kolekcjoner dzieł sztuki[58]
  - Az-Zanati Imhammad az-Zanati – libijski polityk, sekretarz generalny Powszechnego Kongresu Ludowego (1992–2008)[59]
- 25 maja
  - Jacek Bolechowski – polski architekt[60]
  - Simon House(inne języki) – angielski kompozytor, skrzypek i klawiszowiec; muzyk zespołu rockowego Hawkwind[61]
  - Jan Knap – polski perkusista, członek zespołu Czerwono-Czarni[62]
  - Foday Musa Suso(inne języki) – gambijski muzyk grający na korze, kompozytor[63]
  - Marie Tomášová – czeska aktorka[64]
  - John Vlazny – amerykański duchowny rzymskokatolicki, biskup pomocniczy Chicago (1983–1987), biskup Winony-Rochester (1987–1997), arcybiskup metropolita Portlandu (1997–2013)[65]
- 24 maja
  - Marian Adamski – polski informatyk, profesor Uniwersytetu Zielonogórskiego[66]
  - Susan Brownmiller – amerykańska dziennikarka i pisarka[67]
  - Nestor Celestial Cariño – filipiński duchowny rzymskokatolicki, biskup Borongan (1980–1986) i Legazpi (2005–2007)[68]
  - Kirił Iwkow – bułgarski piłkarz, trener[69]
  - Walerij Lwow – rosyjski bokser, mistrz świata (1978), wicemistrz Europy (1975)[70]
  - Piro Milkani – albański reżyser filmowy[71]
  - Marcel Ophuls(inne języki) – niemiecko-francuski reżyser filmów dokumentalnych[72]
  - Zofia Sawiczewska – polska ekonomistka, profesor, dziekan Wydziału Ekonomiki Transportu UG (1987–1990)[73]
- 23 maja
  - Muhammad al-Achdar-Hamina – algierski reżyser i scenarzysta filmowy[74]
  - Ołeksandr Bereżny – ukraiński piłkarz[75][76]
  - Lillian Boutté – amerykańska wokalistka jazzowa[77]
  - Pavel Chaloupka – czeski piłkarz[78]
  - Jean-Robert Estimé(inne języki) – haitański dyplomata i polityk, minister spraw zagranicznych (1982–1985)[79]
  - Mary K. Gaillard(inne języki) – amerykańska fizyczka teoretyczna, profesor[80]
  - Andrzej Gliniecki – polski prawnik i urzędnik państwowy oraz samorządowy, wiceprezydent Gdańska (1990–1991), podsekretarz stanu w Kancelarii Prezydenta RP (1995, 1996–1997), sędzia NSA[81]
  - Sebastião Salgado – brazylijski fotograf[82]
- 22 maja
  - Kazimierz Augustynek – polski historyk, działacz polityczny i narciarz, medalista Uniwersjady (1960)[83]
  - Hugo Fernández Faingold(inne języki) – urugwajski polityk, wiceprezydent(inne języki) (1998–2000)[84]
  - Eric Legrand – francuski aktor dubbingowy[85][86]
  - Guy Klucevsek – amerykański akordeonista i kompozytor[87]
  - James Lowe – amerykański wokalista rockowy, muzyk zespołu The Electric Prunes[88]
  - Alasdair MacIntyre – szkocko-amerykański filozof, profesor[89][90]
  - Georgia O'Connor – angielska bokserka[91]
  - Alfredo Palacio – ekwadorski lekarz i polityk, prezydent (2005–2007)[92]
  - Daniel Williams(inne języki) – amerykański perkusista, członek zespołu The Devil Wears Prada[93]
- 21 maja
  - Gerry Connolly – amerykański polityk, członek Izby Reprezentantów (2009–2025)[94]
  - Mirosław Formela – polski lekkoatleta, średniodystansowiec[95][96]
  - Leszek Górski – polski pływak i trener, olimpijczyk (1980), wicemistrz Europy (1981)[97]
  - Andrij Portnow(inne języki) – ukraiński polityk, deputowany do Rady Najwyższej, doradca byłego prezydenta Wiktora Janukowycza[98]
  - Nambala Keshava Rao – indyjski polityk i partyzant, sekretarz generalny CPI(M) (2018–2025)[99]
  - Jo Morse – amerykańska brydżystka[100]
  - Włodzimierz Pawluczuk – polski socjolog, antropolog i religioznawca, profesor[101]
  - Nol de Ruiter – holenderski piłkarz i trener[102]
  - Bernard Tchibambelela – kongijski polityk, sekretarz generalny MCDDI (1992–1997), minister rybołówstwa (2012–2016)[103]
  - Billy Williams – brytyjski operator filmowy[104]
  - Maria Wodzyńska-Walicka – polska filozofka, tłumaczka i dyplomatka, ambasador RP w Holandii (1998–2002) i przy UNESCO (2004–2009)[105]
- 20 maja
  - Janusz Lesław Bartkowicz – polski artysta rysownik i grafik oraz architekt[106]
  - Nino Benvenuti – włoski bokser, mistrz Europy (1957, 1959), mistrz olimpijski (1960)[107]
  - Barbara Gumińska – polska mykolog, profesor, stulatka[108]
  - Arthur Hamilton(inne języki) – amerykański autor tekstów piosenek, m.in. Cry Me a River[109]
  - Joan Harrison – południowoafrykańska pływaczka, mistrzyni olimpijska (1952)[110]
  - Gadi Kinda(inne języki) – izraelski piłkarz[111]
  - Mine Kondō – japońska suprestulatka[112]
  - Jayant Narlikar(inne języki) – indyjski astrofizyk i pisarz, profesor[113]
  - Patrick O’Flynn – brytyjski dziennikarz, komentator polityczny i polityk, poseł do PE (2014–2019)[114][115]
  - Tadeusz Paprocki – polski lekkoatleta, oszczepnik[116][117]
  - Witold Rzymowski – polski matematyk, profesor[118]
  - Trần Đức Lương – wietnamski polityk, prezydent (1997–2006)[119]
  - George Wendt – amerykański aktor[120]
  - Adam Teneta – polski dziennikarz prasowy[121]
  - Michael B. Tretow(inne języki) – szwedzki producent muzyczny, inżynier dźwięku, muzyki i kompozytor[122]
- 19 maja
  - Zbigniew Paweł Burzyński – polski inżynier i samorządowiec, prezydent Kutna (1998 i 2002–2024)[123]
  - Artur Chojnowski – polski wioślarz[124]
  - Colton Ford (właśc. Glenn Soukesian) – amerykański aktor erotyczny, model i piosenkarz[125]
  - J. Arch Getty – amerykański historyk i sowietolog, profesor[126]
  - Jurij Grigorowicz – rosyjski tancerz baletowy i choreograf[127]
  - Joseph Ponniah – lankijski duchowny rzymskokatolicki, biskup Batticaloa (2012–2024)[128]
  - Ignacio Rodríguez – meksykański piłkarz[129]
  - Hans Wiegel – holenderski prawnik i polityk, parlamentarzysta (1967–1977, 1981–1982, 1995–2000), wicepremier i minister spraw wewnętrznych (1977–1981), lider VVD (1971–1982)[130]
- 18 maja
  - Leslie Epstein – amerykański pisarz[131]
  - Nicola Grauso – włoski przedsiębiorca, założyciel telewizji Polonia 1[132][133]
  - Andrzej Matysiak – polski kajakarz i trener, olimpijczyk (1972), medalista MŚ (1974)[134]
  - Bogusław Nizieński – polski prawnik, żołnierz AK, sędzia Sądu Najwyższego (1990–1998), Rzecznik Interesu Publicznego (1999–2004), kawaler OOB[135]
  - Danuta Ryglewicz – polska lekarka neurolog, profesor[136]
  - Zenon Tyma – polski przedsiębiorca, polityk i działacz związkowy, poseł na Sejm IV kadencji (2001–2005)[137]
  - Marcin Wachowicz – polski przedsiębiorca, restaurator[138]
- 17 maja
  - Marian Brocki – polski chirurg i onkolog, profesor, prorektor UM w Łodzi[139]
  - Paul Durcan – irlandzki poeta[140]
  - Helena Hryszko – polska konserwatorka tkanin zabytkowych, profesor[141]
  - Bożena Klimczak – polska ekonomistka, profesor[142]
  - Franco Merli(inne języki) – włoski aktor[143]
  - Roger Nichols – amerykański kompozytor i autor tekstów piosenek, multiinstrumentalista[144]
  - Andrzej Osnowski – polski polityk, samorządowiec, poseł na Sejm RP (1997–2001)[145]
  - Sławomir Pietrzykowski – polski reżyser radiowy i realizator dźwięku[146]
- 16 maja
  - Marianne Bernadotte(inne języki) – szwedzka aktorka[147]
  - Małgorzata Bogucka – polska lekkoatletka, sprinterka[148]
  - Emmanuel Kundé – kameruński piłkarz, zdobywca Pucharu Narodów Afryki (1984, 1988), uczestnik MŚ (1982)[149]
  - Tadeusz Kuziora – polski wojskowy, pilot, generał brygady[150]
  - Peter Lax – węgiersko-amerykański matematyk, profesor, laureat Nagrody Wolfa (1987) i Nagrody Abela (2005)[151]
  - Wiesław Pieja – polski duchowny rzymskokatolicki, teolog, dr hab.[152]
  - Jadwiga Rappé – polska śpiewaczka i pedagog, profesor doktor habilitowany sztuk muzycznych[153]
  - Gerard Soeteman – holenderski scenarzysta i reżyser filmowy[154]
  - Jan Terlouw – holenderski fizyk, polityk i pisarz, parlamentarzysta (1971–1981 i 1999–2003), wicepremier oraz minister gospodarki (1981–1982), lider D66 (1973–1982)[155]
- 15 maja
  - Luigi Alva – peruwiański śpiewak operowy, tenor[156]
  - Junior Byles – jamajski piosenkarz reggae[157]
  - Zbigniew Chłap – polski lekarz patofizjolog, profesor[158]
  - Taina Elg – fińsko-amerykańska aktorka[159]
  - Glen Edward Rogers – amerykański seryjny morderca[160]
  - Joanna Rutkowiak – polska pedagog, wykładowczyni akademicka[161]
  - Charles Strouse(inne języki) – amerykański kompozytor i autor tekstów[162]
  - Natalja Szykolenko – białoruska lekkoatletka, oszczepniczka, mistrzyni świata (1995), wicemistrzyni olimpijska (1992)[163]
  - Dušan Vujović – serbski ekonomista i polityk, profesor, minister gospodarki (2014) i finansów (2014–2018)[164]
- 14 maja
  - Aleksander Kobyliński – polski pieśniarz, gitarzysta, kompozytor i działacz społeczny[165]
  - Chufo Lloréns – hiszpański pisarz[166]
  - Roman Łyszczarz – polski inżynier rolnik, profesor, prodziekan WRiB ATR i UTP w Bydgoszczy (2002–2008)[167]
  - Juliusz Miecznik – polski geofizyk, profesor[168][169]
- 13 maja
  - Kit Bond – amerykański polityk, gubernator Missouri (1973–1977 i 1981–1985), senator (1987–2011)[170]
  - John Bryson – amerykański prawnik, przedsiębiorca i polityk, sekretarz handlu (2011–2012)[171]
  - Divaldo Franco – brazylijski pisarz, spirytysta i medium[172]
  - Richard Garwin(inne języki) – amerykański fizyk, profesor[173]
  - Janusz Jagucki – polski duchowny ewangelicki, biskup Kościoła Ewangelicko-Augsburskiego w RP (2001–2010)[174]
  - Robson Mrombe – zimbabwejski lekkoatleta, długodystansowiec i maratończyk, olimpijczyk (1964)[175]
  - José Mujica – urugwajski rolnik, polityk, minister rolnictwa (2005–2008), prezydent (2010–2015)[176]
  - Federica Ranchi(inne języki) – włoska aktorka[177]
  - Szvetiszláv Sasics – węgierski pięcioboista, mistrz świata (1975), medalista olimpijski (1976)[178]
  - Muhammad Sinwar – palestyński terrorysta, przywódca Hamasu w Strefie Gazy i Brygad Al-Kassam (2024–2025)[179]
  - Stanisław Staśko – polski geolog, profesor, dziekan WNZKŚ UWr (2006–2012)[180]
  - Teijirō Tanikawa – japoński pływak, wicemistrz olimpijski (1952)[181]
- 12 maja
  - Per Bartram – duński piłkarz[182]
  - Henryk Dominik – polski publicysta ewangelicki[183]
  - Vlastimil Hort – czesko-niemiecki szachista, arcymistrz[184]
  - Stanisław Januszewski – polski historyk techniki, dr hab., profesor nadzwyczajny PWr[185][186]
  - Tadeusz Mężyk – polski czterokrotny mistrz świata w akrobacji szybowcowej[187]
  - Gerard Schipper – holenderski kolarz szosowy i torowy, mistrz świata (1982)[188]
- 11 maja
  - Robert Benton – amerykański reżyser, scenarzysta i producent filmowy[189]
  - Jacek Gaworski – polski szermierz, medalista paraolimpijski (2016)[190]
  - Wiktor Gieraszczenko – rosyjski ekonomista i polityk, prezes Banku Państwowego ZSRR(inne języki) (1989–1991) i Centralnego Banku Federacji Rosyjskiej (1992–1994 oraz 1998–2002), parlamentarzysta (2003–2007)[191]
  - Janusz Mielczarek – polski artysta fotograf[192]
  - Larry Miller – amerykański koszykarz[193]
  - Paddy O’Toole – irlandzki nauczyciel i polityk, parlamentarzysta (1973–1987), minister obrony (1986–1987)[194]
- 10 maja
  - Matthew Best(inne języki) – angielski wokalista basowy, dyrygent[195]
  - Charlotte Dravet(inne języki) – francuska lekarka psychiatra i neurolog dziecięca, odkrywczyni zespołu Dravet[196]
  - Wiktor Haglauer – polski koszykarz i trener[197]
  - Stefan Lelental – polski prawnik karnista, profesor[198]
  - Andrzej Tchórzewski – polski poeta, eseista, dramaturg, tłumacz i krytyk literacki[199]
  - Janusz Witkowski – polski ekonomista, profesor, prezes GUS (2011–2016)[200]
- 9 maja
  - Samuel French – amerykański aktor[201]
  - Margot Friedländer – niemiecko-amerykańska pisarka ocalała z Zagłady Żydów[202]
  - Mark Jabalé – brytyjski duchowny rzymskokatolicki, benedyktyn, biskup Menevii (2001–2008)[203]
  - Dragan Labović – serbski koszykarz[204][205]
  - Ryszard Łada-Brodowski – polski prawnik, adwokat, żołnierz AK ps. Bodzanta, kawaler orderów[206]
  - Johnny Rodriguez(inne języki) – amerykański piosenkarz country[207]
  - Marek Wejtko – polski dyplomata i urzędnik państwowy, wiceminister gospodarki (2002–2003), dyrektor Warszawskiego Biura Handlowego w Tajpej (2010–2015)[208]
- 8 maja
  - Jiří Bartoška – czeski aktor[209]
  - Simon Mann – brytyjski wojskowy, oficer SAS, następnie najemnik[210]
  - Josaia Raisuqe(inne języki) – fidżyjski rugbysta[211]
  - David Souter – amerykański prawnik, sędzia Sądu Najwyższego (1990–2009)[212]
  - Kikuo Wada – japoński zapaśnik, wicemistrz olimpijski (1972)[213]
- 7 maja
  - Joe Don Baker – amerykański aktor[214]
  - Ronald Corp – brytyjski kompozytor, dyrygent, duchowny anglikański[215]
  - DJ Hazel (właśc. Michał Orzechowski) – polski DJ i producent muzyczny[216][217]
  - Mykoła Fedoruk – ukraiński polityk, mer Czerniowców (1994–2011), deputowany do Rady Najwyższej (2012–2019)[218]
  - Kazimierz Jaremczak – polski judoka, trener, prezes Polskiego Związku Judo (1990–1994)[219]
  - Cleopa Msuya – tanzański polityk, premier (1980–1983 i 1994–1995)[220]
  - Grzegorz Otfinowski – polski siatkarz, sędzia i trener siatkarski[221]
  - Jacob Palis(inne języki) – brazylijski matematyk, profesor[222]
  - Sofja Prokofjewa – rosyjska pisarka i scenarzystka filmowa[223]
  - Jan Rembiszewski – polski biolog, dr nauk, dyrektor Miejskiego Ogrodu Zoologicznego w Warszawie (1982–2008)[224]
  - Angelo Rinaldi(inne języki) – francuski pisarz i krytyk literacki, członek Akademii Francuskiej (2001–2025)[225]
- 6 maja
  - Zbigniew Dziurdź – polski kolarz i trener[226]
  - James Foley – amerykański reżyser i scenarzysta filmowy[227]
  - Kaqusha Jashari – kosowska polityczka, przewodnicząca RW SPA Kosowo (1987–1989)[228]
  - Brad Knight – amerykański aktor pornograficzny[229][230]
  - Leszek Kordylewski – polsko-amerykański biolog, dr hab.[231]
  - Lola Liivat – estońska artystka malarka[232]
  - Luigi Lopez(inne języki) – włoski kompozytor, muzyk, piosenkarz i autor tekstów[233]
  - Lucio Manisco – włoski dziennikarz, publicysta i polityk, deputowany (1992–1994 i 1996), poseł do PE (1994–2004)[234]
  - Joseph Nye – amerykański politolog i urzędnik państwowy, profesor[235]
  - Wałerij Szewczuk – ukraiński pisarz[236]
- 5 maja
  - Luis Galván – argentyński piłkarz, mistrz świata (1978)[237]
  - Bogdan Galwas – polski inżynier elektronik, profesor, prorektor PW (1987–1990), dziekan WEiTI PW (2005–2008)[238]
  - Teresa Gardocka – polska prawniczka karnistka, dr hab., profesor WHSiP i Uniwersytetu SWPS, rektor WSHiP (2005–2008), dziekan WP Uniwersytetu SWPS (2009–2014 i 2016–2019)[239]
  - Jan Koral – polski cukiernik, współzałożyciel marki Koral[240]
  - Giuseppe Moioli – włoski wioślarz, mistrz olimpijski (1948)[241]
  - Joan O’Brien(inne języki) – amerykańska aktorka i piosenkarka[242]
  - Władysław Olszewski – polski samorządowiec, wiceprezydent Opola (1990–1994), członek zarządu województwa opolskiego (1999–2002)[243]
  - Feliks Osiński – polski weteran II wojny światowej, żołnierz 1 Armii WP i Polskich Siły Zbrojnych, więzień KL Auschwitz[244][245]
  - Janusz Wasyluk – polski lekarz, dr hab., profesor CMKP[246]
  - Szymon Żuchowski – polski językoznawca, poeta, tłumacz i krytyk muzyczny[247]
- 4 maja
  - Wiktor Awdyszew – radziecki zapaśnik, mistrz Uniwersjady (1977), medalista mistrzostw świata (1978, 1983)[248]
  - Mirosław Filonik – polski artysta rzeźbiarz i nauczyciel akademicki, dr[249]
  - Stefan Joniak – polski inżynier mechanik, profesor[250]
  - Helmut Juros – polski duchowny rzymskokatolicki, salwatorianin, teolog, profesor, rektor ATK (1987–1990)[251]
  - Dawid Karako – izraelski piłkarz[252]
  - Tadeusz Makarewicz – polski wojskowy, pułkownik dyplomowany, członek WRON (1981–1983)[253]
  - Jochen Mass – niemiecki kierowca wyścigowy[254]
  - Peter McParland – północnoirlandzki piłkarz, trener[255]
  - Petros Moliwiatis – grecki prawnik, dyplomata, polityk, minister spraw zagranicznych (2004–2006, 2012, 2015)[256]
  - Uno Piir – estoński piłkarz, trener[257]
  - Gerald Walsh – amerykański duchowny rzymskokatolicki, biskup pomocniczy Nowego Jorku (2004–2017)[258]
  - Włodzimierz Zieliński – polski wojskowy, generał brygady, nauczyciel akademicki, dr[259][260]
- 3 maja
  - Irena Matuszkiewicz – polska pisarka i dziennikarka[261]
  - Sırrı Süreyya Önder – turecki aktor, reżyser i scenarzysta filmowy, polityk[262]
  - Ian Polmear – australijski inżynier materiałowy, profesor oraz lekkoatleta, trójskoczek[263]
  - Paul Van Hoeydonck(inne języki) – belgijski artysta rzeźbiarz, autor rzeźby Poległy astronauta[264]
  - Sylwester Wilczek – polski hokeista i trener, olimpijczyk (1964)[265]
- 2 maja
  - Michael Alaimo – amerykański aktor[266]
  - Jorge Iván Castaño Rubio – kolumbijski duchowny rzymskokatolicki, biskup Quibdó (1983–2001), biskup pomocniczy Medellín (2001–2010)[267]
  - Esteban Escudero Torres – hiszpański duchowny rzymskokatolicki, biskup Palencii (2010–2015), biskup pomocniczy Walencji (2015–2021)[268]
  - Joka (właśc. Michał Marten) – polski raper, tekściarz, członek zespołu Kaliber 44[269]
  - Adnan al-Kassar – libański prawnik, przedsiębiorca i polityk, minister ekonomii i handlu (2004–2005), sekretarz stanu (2009–2011)[270]
  - George Ryan – amerykański polityk, gubernator stanu Illinois (1999–2003)[271]
- 1 maja
  - Ruth Buzzi(inne języki) – amerykańska aktorka[272]
  - Nana Caymmi – brazylijska piosenkarka[273]
  - Jan Janiak(inne języki) – polski samorządowiec i brydżysta (mistrz międzynarodowy), burmistrz Morąga[274]
  - Manolo (właśc. Manuel Cáceres Artesero) – hiszpański kibic piłkarski[275]
  - Marlena Milwiw – polska aktorka[276]
  - Hakon Vigner Lindal Olaisen – norweski przedsiębiorca, miliarder[277]
  - Andrejs Prohorenkovs – łotewski piłkarz, uczestnik mistrzostw Europy (2004)[278]
  - Charley Scalies(inne języki) – amerykański aktor[279]
  - Jill Sobule – amerykańska piosenkarka folkowo-popowa, autorka tekstów[280]

- nieznana data dzienna
  - Dobiesław Nazimek – polski chemik, dr hab., profesor UP w Lublinie[281]
  - Derek Reffell(inne języki) – brytyjski wojskowy, admirał, gubernator Gibraltaru (1989–1993)[282]